# Xanthorhoe immaculata
Xanthorhoe immaculata là một loài bướm đêm trong họ Geometridae.